# Eugraphe umbra
Eugraphe umbra är en fjärilsart som beskrevs av C. F. Vieweg 1790. Eugraphe umbra ingår i släktet Eugraphe och familjen nattflyn. Inga underarter finns listade i Catalogue of Life.